# Iglun
Iglun ili sabljarka (Xiphias gladius) velika je, visoko migratorna, predatorska riba karakterisana dugim, pravim, šiljatim šiljkom. One su popularne sportske ribe iz kljunaste kategorije, mada su teško pristupne. Sabljarke imaju izdužene, okrugla tela, i gube sve zube i krljušti do odraslog doba. Ove ribe su široko zastupljene u tropskim i umerenim delovima Atlantika, Pacifika, i Indijskog okeana, i tipično se mogu naći od blizine površine do dubine od 550 m. One obično dostižu 3 m dužine, a maksimalna zabeležena dužine je 4,55 m i težina do 650 kg. One su jedini pripadnik njihove familije, Xiphiidae.
Iglun je karakterističan po nastavku gornje čeljusti koji se formira u veliku sablju (po njoj je dobio drugi svoj naziv, sabljarka) i kratkom leđnom peraju. Sablju koristi za napad i za obranu, vrlo je brz i okretan. Ima velike oči, vid mu je vrlo dobar, a na očnom mišiću ima posebno tkivo koje služi da spreči gubitak toplote iz mozga na većim dubinama. Telo mu je izduženo, mišićavo, s jakim repnim perajem, boja mu je crno-smeđa odozgo, a svetlija s trbušne strane. Vrstan je predator, a hrani se pretežno ribom, iako jede i rakove i glavonošce. Mresti se u toplijim predelima, najčešće u Sargaškom moru.

## Taksonomija i etimologija
Sabljarka je imenovana po svom šiljatom, ravnom kljunu, koji podseća na sablju. Ime vrste, Xiphias gladius, izvedeno je iz grčke reči ξιφίας (xiphias, „sabljarka”), koja je izvedena iz ξίφος (xiphos, „sablja”) i latinske reči gladius („sablja”). To je čini naizgled sličnom sa drugim kljunastim ribama, kao što je marlin, mada je njihova fiziologija veoma različita i one su članovi različitih familija.

## Rasprostranjenost
Ova vrsta živi u svim okeanima, u umerenim i toplijim predelima, a ponekad zađe i u hladne vode. Može ga se pronaći i po celom Mediteranu, a genetska analiza je pokazala razlike između jedinki iz Mediterana i ostalih igluna, što je pokazatelj da se radi o dve izdvojene populacije.

## Opis
Igluni obično dostižu dužinu od 3 m, a maksimalna zabeležena dužina je 4,55 m i težina od 650 kg. Pecaroški rekord na sabljarke prema podacima Međunarodne asocijacije za ribolov bio je uzorak od 536 kg koji je uhvaćen kod Čilea 1953. godine. Ženke su veće od mužjaka, a pacifičke sabljarke dostižu veću veličinu od onih u severozapadnom Atlantiku i Mediteranu. Zrelost dostižu pri uzrastu od 4 do 5 godina, a smatra se da je maksimalna starost najmanje 9 godina. Najstarije sabljarke pronađena u nedavnom istraživanju bile su 16-godišnja ženka i 12-godišnji mužjak. Starost sabljarki je izvedena, sa poteškoćama, iz godišnjih prstenova na perajima, a ne na bazi otolita, pošto su njihovi otoliti male veličine.
Sabljarke su ektotermne životinje; međutim, kao i neke vrste morskih pasa, one imaju posebne organe pored očiju kojima greju oči i mozak. Izmerene su temperature od 10 do 15 °C (18 do 27 °) iznad temperature okolne vode. Zagrevanje očiju uveliko poboljšava njihov vid, a posledično se poboljšava i njihova sposobnost hvatanja plena. Od preko 25.000 vrsta riba, samo je za 22 poznato da imaju mehanizam za očuvanje toplote. Tu spadaju sabljarke, marlin, tuna i neke ajkule.

## Behavior and ecology

### Pokreti i hranjenje
Popularno verovanje da se „mač“ koristi kao koplje je pogrešno. Njihov nos se češće koristi da seku po plenu da bi povredili životinju plen, da bi lakše uhvatili. Upotreba kao ofanzivno koplje u slučaju opasnosti od velikih ajkula ili životinja se razmatraju.
Sabljarka se uglavnom oslanja na svoju veliku brzinu i agilnost u vodi da bi uhvatila svoj plen. Bez sumnje je među najbržim ribama, ali osnova za često citiranu brzinu od 100 km/h (60 mph) je nepouzdana. Istraživanja srodnog marlina (Istiophorus platypterus) sugerišu da je veća verovatnoća da je maksimalna vrednost od 36 km/h (22 mph).
Sabljarke nisu jatne ribe. One plivaju same ili u veoma rastresitim grupama, udaljeni čak 10 m (35 ft) od susedne sabljarke. Često se nalaze kako se greju na površini, otvarajući svoje prvo leđno peraje. Nautičari kažu da je ovo lep prizor, kao i snažno skakanje po kojem je ova vrsta poznata. Ovo skakanje, takođe nazvano probijanjem, može biti pokušaj da se istisnu štetočine, kao što su prilepuše ili paklare.
Sabljarke preferiraju temperaturu vode između 18 i 22 °C (64 i 72 °F), ali imaju najširu toleranciju među kljunastim ribama i mogu se naći na 5 do 27 °C (41 do 81 °F). Ova veoma migratorna vrsta obično se kreće ka hladnijim regionima da bi se hranila tokom leta. Sabljarke se hrane svakodnevno, najčešće noću, kada se uzdižu u površinske i pripovršinske vode u potrazi za manjim ribama. Tokom dana, obično se javljaju do dubine od 550 m (1.800 ft; 300 fathoms) i izuzetno su zabeležene na dubini do 2.878 m (9.442 ft; 1.574 fathoms). Odrasle se hrane širokim spektrom pelagičnih riba, kao što su skuša, barakudina, srebrni oslić, kamenjarka, haringa i riba lampion, ali jedu i domersalne ribe, lignje i rakove. U severozapadnom Atlantiku, istraživanje zasnovano na sadržaju stomaka 168 primeraka pokazalo je da je 82% jelo lignje, a 53% jelo ribu, uključujući gadide, skušovke, plotice, plavu ribu i hujice. Veliki plen se obično seče mačem, dok se mali proguta ceo.

### Pretnje i paraziti
Skoro 50 vrsta parazita je dokumentovano u sabljarci. Pored remora, paklara i brazilskih ajkula, ovo uključuje širok spektar beskičmenjaka, kao što su trakavice, valjkaste gliste, miksozoe i kopepodi. Poređenje parazita sabljarke u Atlantiku i Mediteranu pokazalo je da su neki paraziti, posebno Anisakis spp. larve identifikovane genetskim markerima, mogu se koristiti kao biološke oznake i podržavaju postojanje mediteranskog fonda sabljarke.
Potpuno odrasle sabljarke imaju malo prirodnih predatora. Među morskim sisarima, kitovi ubice ponekad plene odrasle sabljarke. Kratkoperajna mako, izuzetno brza vrsta ajkule, ponekad se bori sa sabljarkom; pronađeni su mrtvi ili umirući kratkoperaji makoi sa odlomljenim mačevima u glavama, što otkriva opasnost od ove vrste plena. Mlade ribe sabljarke su daleko ranjivije na grabežljivce i jede ih širok spektar riba grabljivica. Intenzivan ribolov može dovesti sabljarke i ajkule u veću konkurenciju za smanjenu količinu plena i stoga ih podstaći da se više bore.
Ljudski ribolov je glavni predator sabljarki. Godišnji prijavljeni ulov sabljarke u severnom Atlantiku u 2019. iznosio je ukupno 1,3 million kilograms (2,9 million pounds).

## Literatura
- Richard Ellis (2013). Swordfish: A Biography of the Ocean Gladiator. ISBN 978-0226922904.